# Скипис, Сотирис
Сотирис Скипис (греч.  Σωτήρης Σκίπης ; Афины 1881 — Rognac Франция 29 сентября 1952) — греческий поэт, прозаик, драматург и переводчик XX века. Отмечен также и как французский поэт.

## Биография
Сотирис Скипис родился в Афинах в 1881 году, в семье офицера армии, Эвангелоса Скиписа. Мать была родом с Ионических островов.
Его дед по отцовской линии был сулиотом, оборонял Месолонгион и при прорыве осаждённых в апреле 1826 года застрелил двух своих дочерей, чтобы они не попали в руки к туркам.
Сотирис до 14 лет жил в городе Лариса.
В 1897 году вернулся в Афины на учёбу. Учился в драматической школе Королевского театра и состоял в труппе «Новая сцена» Константина Христоманоса.
В 1900 году издал свой первый поэтический сборник, под заголовком «Песни сироты», который получил положительную оценку критики. По завершении учёбы в гимназии, совершил поездки в Египет, Константинополь и Россию, после чего отправился в Париж.
Во французской столице посещал уроки эстетики и литературы, вошёл в круг родившегося в Греции, но натурализовавшегося во Франции, поэта Жана Мореаса и стал дружен с Фредериком Мистралем и Полем Фором.
Мистраль открыл для него Прованс. С этого момента Скипис попеременно жил в Греции и Франции. Он женился на француженке Шарлот Леклер. В 1917 году у четы родилась дочь, сегодняшнее имя Маргарита Скипи-Паннек.
Скипис сотрудничал со многими газетами и журналами в вопросах литературы.
В период 1904-1906 он издавал вместе с Аристосом Кампанисом филологический журнал Акритас («Ακρίτας»).
В этом журнале опубликовали свои первые произведения, впоследствии ставшие известными , поэты Костас Варналис и  Ангелос Сикелианос.
В 1914 году он представил свою театральную постановку «Пиршество» (Ξεφαντώματα). Эта постановка чуть не стоила ему жизни. Психически неуравновешенный поэт Илиас Кукулуватос, который ранее написал одноимённое произведение, счёл, что Скипис своей постановкой поставил себе целью высмеять его.
Кукулуватос устроил засаду у редакции газеты «Скрип» и расстрелял Скиписа, которого в тяжёлом состоянии привезли в госпиталь.
Суд на Кукулуватосом в феврале 1915 года стал одним из самых значительных судов, носивших «филологический характер». Покушавшийся был оправдан в силу его невменяемости.
К 1922 году Скипис издал 10 поэтических сборников (в общей сложности в течение своей жизни он издал 26 сборников) и был награждён греческим «Национальным отличием искусств и литературы».
В своей поэзии он реагировал на политические и общественные события, затронувшие Грецию.
Он был боевым в годы греческих побед над турками и болгарами в Балканских войнах.
Он стал меланхоличным после неудачного похода армии в  Малую Азию и истребления и изгнания коренного населения Ионии.
В 1928 году прочитал в США ряд лекций греческой тематики.
В 1929 году был назначен секретарём Афинской школы изящных искусств.

## Вторая мировая война и Сопротивление
28 октября 1940 года началось вторжение итальянской армии в Грецию из союзной итальянцам Албании. Греческая армия отразила вторжение и через 2 недели боёв перенесла военные действия на албанскую территорию. 
Победы греческой армии вызвали большой резонанс, поскольку на тот момент силы Оси господствовали в Европе, только Британия и Греция продолжали сражаться, в то время как с августа 1939 года оставался в силе Договор о ненападении между Германией и Советским Союзом. Победы греческой армии были первыми победами антифашистской коалиции во Второй мировой войне.
Скипис был среди деятелей искусств Греции, подписавшихся (пятым среди семнадцати) под Воззванием греческих интеллектуалов к интеллигенции мира. 
Греческие интеллектуалы заявляли своим коллегам: 
«Мы, эллины, дали ответ на этот ультиматум фашистского насилия. Ответ, который подобает 3000 лет наших традиций, выгравированных глубоко в наших душах, но и написанных и в последнем углу священной земли кровью величайших героев человеческой истории. И сегодня, на заснеженных склонах Пинда и гор Македонии мы сражаемся, в большинстве случаев штыком, полные решимости победить или умереть до единого. Β этой неравной борьбе .... 
у нас есть ощущение, что мы защищаем не только наше дело: что мы боремся за спасение всех тех Высоких ценностей, которые составляют духовную и нравственную культуру, то ценное наследие, что завещали человечеству наши прославленные предки и которым сегодня, мы видим, угрожает волна варварства и насилия. Именно это ощущение даёт нам, греческим интеллектуалам, людям культуры и искусства, смелость обратиться к братьям во всём мире, чтобы попросить не материальную, а моральную помощь. Просим вклада душ, революцию сознаний, обращения, немедленного воздействия, везде где это возможно, бдительного слежения и действия для (подготовки) нового духовного  Марафона, который избавит закабалённые нации от угрозы самого тёмного рабства, который познало человечество по сегодняшний день». 
Подписи:  Костис Паламас,  Спирос Мелас,  Ангелос Сикелианос,  Георгиос Дросинис, Сотирис Скипис,  Димитриос Митропулос,  Константин Димитриадис,  Николаос Веис,  Константин Партенис,  Иоаннис Грипарис,  Яннис Влахояннис,  Стратис Миривилис,  Костас Уранис  Мильтиад Малакасис,  Григорий Ксенопулос,  Александрос Филаделфевс,  Аристос Кампанис
В годы тройной, германо-итало-болгарской, оккупации Греции, Скипис вступил в  Национально-освободительный фронт, в подпольные городские организации интеллигенции и работников искусств. 
Многие из его работ того периода распространялись в рукописях и были изданы только после освобождения страны. 
На похоронах «национального поэта Греции»  Константина Паламаса, 28 февраля 1943 года, Скипис был вторым после  Ангелоса Сикелианоса ,зачитавшим своё, получившее всегреческую известность, стихотворение на смерть Паламаса. 
В присутствии представителей оккупационных властей и правительства квислингов, Скипис зачитал своё стихотворение, которое начиналось словами: 
За невидимой решёткой

нашей бескрайней тюрьмы

Оккупационные власти не преминули также возложить венок, но, несмотря на это, похороны поэта стали очередной демонстрацией против оккупационных сил в этой «столице европейского Сопротивления», как именовал Афины французский писатель Роже Милльекс. 

## Послевоенные годы
В 1945 году Скипис был избран членом  Афинской академии, вместе с художником  Эпаминондом Томопулосом, археологом  Константином Ромеосом, юристом и экономистом  Александром Диомидисом и композитором  Манолисом Каломирисом. 
Однако учитывая тот факт, что его «конкурентами» на место в Академии от литературы, в том году, были корифеи греческой прозы  Никос Казандзакис и поэзии  Ангелос Сикелианос, избрание Скиписа вызвало много комментариев и нареканий. 
Скипис сотрудничал со многими газетами и журналами в вопросах литературы. 
Продолжая своё сотрудничество с коммунистами, начатое в годы оккупации, Скипис публиковал свои тексты в газете Ризоспастис, официальном печатном органе Коммунистической партии Греции, пока издание газеты не было приостановлено властями в 1947 году. 
К концу Гражданской войны в Греции (1946-1949), стихи Скиписа публиковались в горах типографиями Демократической армии Греции. 
О своих ожиданиях Скипис писал в стихотворении «Рассветает», опубликованном в горах газетой «Эксормиси» в июле 1948 года: 
Ветки набухнут - близится час

природа волосы цветами украшает

не станет печали - птица поёт

Эллада сверкает - цепи рвёт

Ах сколько - то правда -  новых могил

и скольких братьев рок сгубил

но кровью их начерчено на небесах

что несравненною Эллада осталась и сейчас

Щедро тьму разбросила ночь

ночь чёрная траура вскоре умрёт

заря розовеет - птица поёт

и Воскресенья ясный день встаёт

Но через год последовало поражение Демократической армии и Скипис покинул Грецию и обосновался во Франции.

## Последние годы
Скипис поселился в Провансе. Последние годы своей жизни провёл между Францией и Грецией. Будучи связан с Францией с молодости и будучи женат на француженке Скипис считал Францию своей второй родиной. Каждый год он давал лекцию по актуальным греческим темам которые посещали известные французские интеллектуалы. 
Скипис оставался одним из самых продуктивных греческих лириков. 
Он сам подготовил издание в трёх томах своих избранных стихотворений плод трудов 50 лет (1900-1950), под заголовками «Гавани и Станции» и «Кастальский ключ» ( 1950).
Он начал писать на французском писал театральные пьесы и комедии поставленные в греческих театрах. Он также писал рассказы, эссе, "портреты"  поэтов, композиторов, художников. 
Франция наградила Скиписа  Орденом Почётного легиона и премией Французской академии за его Антологию («Ανθολογία») написанную на французском языке. 
Сотирис Скипис умер в провансальском городе Rognac в 1952 году.

## Память
Греческая интеллигенция левой ориентации, как в Греции, так и в эмиграции, в отличие от официальной Греции сохраняла свой интерес к творчеству Скиписа. 
Новый оттенок интереса к творчеству поэта появился как ни странно в годы  военной диктатуры (1967-1974) и связан с историей современной греческой песни. 
В семидесятые годы, греческий композитор  Яннис Спанос обратился к нескольким стихотворениям Скиписа. Благодаря Спаносу, стихотворения «Белые корабли» и «Ты пришёл вчера», стали шлягерами певцов, так называемой, «Новой волны».

## Работы

### Поэзия
- Песни сироты (Τραγούδια της ορφανής 1900)
- Серенада цветов (Σερενάτα των λουλουδιών 1901)
- Silentii Dissolutio (1903)
- Большой бриз (Η μεγάλη αύρα (πρώτη σφραγίδα) 1908)
- Juvenilia (1909)
- Антология (Ανθολογία 1922, избранные стихотворения, премя Французской академии)
- Цветы одиночества (Λουλούδια της μοναξιάς 1927)
- Эталоны Калвоса (Κάλβεια μέτρα (δεύτερη σφραγίδα) [1909]
- Неумерший (Ο απέθαντος (πέμπτη σφραγίδα) [1909]
- Трофеи в шторм (Τρόπαια στην τρικυμία (έβδομη σφραγίδα Α΄) [1910]
- Пеаны (Παιάνες (Первая книга) [1941]
- Аполлонова песнь (Απολλώνιον άσμα 1919)
- Эолическая арфа (Αιολική άρπα 1922, с прологом  Анатоля Франса.

Премия Французской академии. 
- За стенами (Μέσ’ απ’ τα τείχη (в 1943 году распространялась в рукописях, была издана в 1945 году с ксилографиями художника Спироса Василиу)
- Греция узница (Η Ελλάδα δεσμώτρια 1943)
- Кастальский ключ (Κασταλία κρήνη 1900-1950 (1950), избранные стихи в 2-х томах)
- Лирический дневник (Λυρικό Ημερολόγιο 1948)
- Маленькие прогулки (Μικροί περίπατοι 1919)
- Прежде чем мы причалим (Προτού ν’ αράξουμε 1910-1924 (1924)
- Страдания беженцев (Προσφυγικοί καϋμοί 1924)
- Голубые полдни (Γαλάζια μεσημέρια 1927)
- Антестирия (Ανθεστήρια 1928)
- Колхиды (Κολχίδες 1931, Премия Афинской академии)
- Гавани и станции (Λιμάνια και σταθμοί 1938, избранные стихи в 2-х томах)

### Проза
- Интермедии (Ιντερμέδια 1941, рассказы)
- Без крыльев (Δίχως φτερά 1918)

### Исследования
- Эллинизм (Ο ελληνισμός 1918)
- Под древом жизни (Κάτω απ' το δέντρο της ζωής. Στοχασμοί κι αφορισμοί (1936)
- Маленькие Греции (Οι μικρές Ελλάδες 1918)
- Эпилоги (Επίλογοι 1922, 1-й том)
- Прованс (Προβηγκία 1940)
- Поэтические темы (Ποιητικά θέματα 1940)
- Дионисиос Соломос (Διονύσιος Σολωμός 1943)
- Греческая цивилизация (Ο Ελληνικός πολιτισμός, ομιλία του Ακαδημαϊκού κ. Σ. Σκίπη εις την Ακαδημίαν Αθηνών την 19ην Μαρτίου 1947 (1947)

### Театральные работы
- Святая Варвара (Αγιά Βαρβάρα 1909)
- Цыганобоги (Οι τσιγγανόθεοι 1910)
- Пиршества (Ξεφαντώματα 1914)
- Цикл часов, сонная драма в пяти частях и с прологом (Ο γύρος των ωρών, ονειρόδραμα σε πέντε μέρη και πρόλογο 1911)
- Цикл часов, комедия (Ο γύρος των ωρών, κωμωδία (ένα μέρος) [1905]
- Ночь первомая (Η νύχτα της πρωτομαγιάς 1909)
- Театр и проза (Θέατρο και πρόζα 1910)
- Христос Воскресе (Χριστός ανέστη 1923)
- Персы Запада (Οι Πέρσες της Δύσεως 1928)
- Госпожа Фросини (Κυρά Φροσύνη 1929)
- Малыш хочет женитьбы ( Ο μπέμπης θέλει παντρειά (1934)
- Прометей (Προμηθέας 1948 )

### Переводы
- Омар Хайям «Рубайят » (1923)
- Жан Мореас «Στροφές» (1915)
- Джон Китс «Эндимион» (1923)